# Кукстаун (район)
Ку́кстаун (англ. Cookstown District Council) — район, существовавший до 1 апреля 2015 года в Северной Ирландии в графстве Тирон (частично в графстве Лондондерри).
В 2011 году планировалось объединить район с районами Марафелт и Данганнон и Южный Тирон, однако в июне 2010 года Кабинет министров Северной Ирландии сообщил, что не может согласиться с реформой местного самоуправления и существующая система районов останется прежней в обозримом будущем.
С 1 апреля 2015 года объединен с районами Марафелт и Данганнон и Южный Тирон в район Мид-Алстер.